# にしかずみ
にし かずみ（1949年1月3日 - ）は、日本の作詞家。血液型A型。千葉県出身。

## 来歴
- 1969年、松竹株式会社 関西歌舞伎に入団。
- 1974年、株式会社ブレイン企画に入社し、朝丘雪路の担当マネージャーとなる。
- 1978年、プロダクション人力舎に移り、シティボーイズなどのマネージャーを担当。
- 1986年、『湯の町情話』（ビクター音楽産業）にて作詞家デビュー。

## エピソード
- 代表作『ただ、会いたい〜母へ〜』は、「生後2カ月の時に母に捨てられて、東京・上野公園のベンチに置き去りにされ、その後、児童養護施設を転々としながらも大切に育てられた男性が、64歳になった今でも、母を待ち続けている…。」という新聞の読者投稿記事を読み、衝撃を受けて[1]「3歳でデパートの屋上に置き去りにされた女の子が、一人前に成長し、今自分が、これから母になることを伝えたい」 というストーリーで、作詞した曲である[2]。NHKラジオ第1放送『ユアソング』で、2010年12月～2011年1月の楽曲に採用された[3]。同作品を女性版として小川夏輝がカバー。ストーリーに基づいたMVがYouTubeにて、30万アクセス突破、MVに英訳をつけたことから海外からもアクセスされている。
- 南条忠夫のデビュー曲『利根の佐太郎』は、にしと南条が同じ中学の同級生であったことから作詞した[4]。
- 2014年7月3日に47歳で急逝した、ものまねタレント・春一番の『チョットお先に天国へ』は、2005年に腎不全を患って、生死の境をさまよった春一番の体験を元に、にしが作詞したが、奇しくも、春一番の急死を予感させるような曲になってしまい、『あっけない最期を予感するような歌を手がけたことになり、驚いている。』とコメントした[5]。

## 作詞作品
- 1986年8月21日　『湯の町情話』（ビクター音楽産業）　ベートーベン鈴木
- 1988年10月5日　『雨の埼玉』（東芝EMI）　さいたまんぞう
- 1990年8月1日　『あゝ権八・小紫』（ビクター音楽産業）　若林健二
- 1992年3月1日　『雨の大阪』（東芝EMI）　チャーリー浜
- 1994年9月10日　『雪降る季節は』『サァ踊ろうよ!』『利根の梨太郎』（アサペック）　天木一志
- 1995年12月1日　『あゝ社長の涙』『倖せ一夜恋一ツ』（ビクター音楽産業）　藤正樹
- 1997年10月22日　『漁港の恋の物語』『小樽にて・雪』（ガウス）　バラーズ
- 1998年12月16日　『プラットホｰム』『平成夜桜花見唄』（ガウス）　バラーズ
- 2001年2月21日　『はこべ草』『佗助』（フリーボード）　高城ゆり
- 2002年11月6日　『故郷へ帰ろう』（キングレコード）　しみず真知子
- 2005年
  - 4月16日　『あんた』（ガウス）　五十嵐仁
  - 9月21日　『あんた』（徳間ジャパン）　天木一志
- 2006年
  - 8月10日　『小木の恋情話』（マイライフ）　天木一志
  - 9月6日　『さよなら小泉さん』『ちゃん's音頭』（日本クラウン）　ちゃん's
- 2007年
  - 2月10日　『あの頃・この頃・これから』『夢の中』（マイライフ）　何ン田研二＆十勝花子
  - 3月10日　『タンシネヒャンギ』（マイライフ）　DOMOTO
  - 4月10日　『磯菊の宿』（マイライフ）　宮園ゆう子
  - 5月5日　 『都会』（マイライフ）　五十嵐潤
  - 7月10日　『赤い爪』（マイライフ）　千葉山貴公
  - 8月7日　 『ラブ・京王線』（マイライフ）　小川夏輝
  - 10月10日　『いのち』（マイライフ）　天木一志
- 2008年11月6日　『チョットお先に天国へ』（マイライフ）　春一番
- 2009年
  - 4月6日　『どうなってんだ'09』（マイライフ）　さいたまんぞう
  - 7月10日　『ラブ・京王線～青春編～』（マイライフ）　小川夏輝
  - 7月10日　『プラットホｰム〜雪の駅〜』（マイライフ）　祭みやこ
  - 8月26日　『おもいでの京都』（マイライフ）　小川夏輝
- 2010年
  - 10月10日　『昭和の詩』（マイライフ）　藤正樹
  - 12月8日　『ただ、会いたい〜母へ〜』（日本クラウン）　西つよし
    - NHKラジオ第1放送　ユアソング　2010年12月～2011年1月の楽曲
- 2011年8月10日　『葉月のおわら恋一つ』（マイライフ）　一之瀬ひろな
- 2012年
  - 3月10日　『甘えていいよ』（マイライフ）　成田みつる
  - 4月11日　『ずるいわょあなた』（アスタエンタテインメント）　賀川じゅん
  - 8月22日　『夜明けのチャチャ』（ウェブ・クウ）　泉昇太
  - 12月15日　『いのち』（マイライフ）　一之瀬ひろな
- 2013年
  - 7月24日　『伊東で逢いましょう』（徳間ジャパン）　瀬生ひろ菜
  - 9月10日　『利根の佐太郎』（マイライフ）　南条忠夫
- 2014年3月26日
  - 『ときめきをありがとう』（キングレコード）　南わこ
  - 『君の名は』（アスタエンタテインメント）　小川夏輝
- 2015年
  - 8月10日　『陽だまりのはこべ草』（マイライフ）　重原美子
  - 11月4日　『那須与一』『YORU』（夢レコード）　青山友貴
  - 11月4日　『伊豆の宿』（徳間ジャパン）　瀬生ひろ菜
- 2016年10月26日　『ただ、会いたい〜母へ〜』（日本クラウン）小川夏輝
- 2018年12月1日　『ただ、会いたい〜母へ〜』（N-HARMONY）小川夏輝
  - ≪プロデューサー：松田良、編曲家に若草恵を迎えリニューアル発売≫
- 2019年
  - 8月1日　『あゝ　権八・小紫』（N-HARMONY）竜小太郎
  - 8月21日　『昭和の女』（ホリデージャパン）仁支川峰子　芸能生活45周年記念曲
- 2020年2月19日　『ゆられて埼玉』（ホリデージャパン）三浦京子&ハニー・シックス　テレビ埼玉『四季　彩の国紀行』推薦曲